# Aristodem (pintor)
Aristodem (en llatí Aristodemus, en grec Ἀριστόδημος) va ser un pintor grec, pare i mestre de Nicòmac de Tebes i d'Aristides de Tebes.
Va florir probablement al començament del segle IV aC i en parla Plini el Vell a la Naturalis Historia.